# Hipparchia teres
Hipparchia teres är en fjärilsart som beskrevs av Hans Fruhstorfer 1908. Hipparchia teres ingår i släktet Hipparchia och familjen praktfjärilar. Inga underarter finns listade i Catalogue of Life.